# Léa (prénom)
Pour les articles homonymes, voir Lea.
Léa est un prénom féminin fêté le 22 mars.
Prénom hébraïque, Léa, ou Leah, est la cousine et première femme de Jacob dans l'Ancien Testament. D’abord promise à Esaü, qu’elle n’aimait pas, Léa convainquit son père, Laban, de lui permettre d’épouser Jacob, qui travaillait chez eux. Léa donna naissance à six des douze fondateurs des tribus d’Israël, tous fils de Jacob. Jacob épousa ensuite Rachel, sœur cadette de Léa.  Au IVe siècle, sainte Léa était une riche veuve romaine, disciple de saint Jérôme. Elle distribua ses biens aux pauvres avant de se retirer au couvent.
Ce prénom est resté longtemps très discret. Ce n’est qu’au XVIe siècle qu’il fut plus largement attribué, surtout dans les pays anglo-saxons. En France, Léa renaît quand l’écrivaine Colette décide d’en faire l’héroïne de ses romans, Chéri et La Fin de Chéri. Ce qui explique une brève envolée du prénom vers 1900. Léa revient à nouveau dans les années 80, avec le succès du roman La Bicyclette Bleue de Régine Desforges, avant de prendre la tête de la valse : en 2010, Léa se positionnait en 2e position des prénoms les plus donnés. De nouvelles déclinaisons apparaissent alors : Léane et Léana.   Léa célèbres :Source d’inspiration de nombreuses graines de star : les actrices Léa Fazer et Léa Seydoux ; les journalistes Léa Drucker et Léa Salamé ; Léa Castel, autrice compositrice et interprète française. A éviter avec :L'association du prénom Léa avec les noms de famille commençant par les lettres A et L ou par la sonorité "éa".

## Personnalités portant ce prénom, pseudonyme ou patronyme
- Léa Castel, autrice-compositrice-interprète française.
- Léa Drucker, actrice française
- Léa Salamé, journaliste franco-libanaise
- Léa Seydoux, actrice française

- Pour l'ensemble des articles sur les personnes portant ce prénom, consulter :
  - la liste des articles dont le titre commence par ce prénom
  - les listes produites par Wikidata : Liste des personnes de prénom « Léa » — même liste en incluant les éventuels prénoms composés qui contiennent « Léa ».